# Sacciolepis cingularis
Sacciolepis cingularis är en gräsart som beskrevs av Otto Stapf. Sacciolepis cingularis ingår i släktet Sacciolepis och familjen gräs. Inga underarter finns listade i Catalogue of Life.